# Месснер-Лубс, Уильям
Уильям Фрэнсис Месснер-Лубс (англ. William Francis Messner-Loebs; имя при рождении — Уильям Фрэнсис Лубс-младший (англ. William Francis Loebs, Jr.); род. 19 февраля 1949) — американский автор комиксов.

## Биография
Лубс родился в Ферндейле (Мичиган). В младенчестве ему ампутировали правую руку выше плеча из-за раковой опухоли; он пишет и рисует левой рукой.

## Награды и признание
В 1985 году Месснер-Лубс был номинирован на премию Russ Manning Most Promising Newcomer Award. В 1987 году он получил награду Inkpot Award. В том же году его серия Jonny Quest для Comico была номинирована на премию Кирби в категориях «Best Continuing Series» и «Best New Series». В 1988 году Лубс стал номинантом премии Харви в категории «Best Writer», а в 1989 году — номинантом премии Айснера в той же категории. Его серия Jezebel Jade также была номинирована на премию Айснера в категории «Best Finite Series». В 1992 году серия The Flash, над которой работал Лубс, получила премию GLAAD Media Award for Outstanding Comic Book. В 2017 году Уильям выиграл награду Bill Finger Award for Excellence in Comic Book Writing.
В 2015 году сайт Comic Book Resources назвал Лубса одним из 10 величайших авторов комиксов о Флэше за всё время.

## Работы

### Aardvark-Vanaheim
- A-V in 3-D #1 (1984)
- Cerebus the Aardvark #34-38, 48-49 (1982—1983)
- Journey: The Adventures of Wolverine MacAlistaire #1-14 (1983—1984)

### Aardwolf Productions
- Aardwolf #1 (1994)
- The Uncanny Dave Cockrum… A Tribute (2004)
- The Three Tenors: Off Key (2005)

### About Comics
- Many Happy Returns (2008)

### Angry Isis Press
- Choices: A Pro-Choice Benefit Comic Anthology for the National Organization for Women #1 (1990)

### Approbation Comics
- Myriad #3 (1995)

### A Wave Blue World
- Dead Beats: London Calling (2021)

### Boom! Studios
- Cthulhu Tales #3, 6, 12 (2008—2009)
- Necronomicon #1-4 (2008)
- Zombie Tales: The Series #3, 5 (2008)

### Century Comics
- Actor Comics Presents #1 (2006)

### Comico
- Jezebel Jade #1-3 (1988)
- Jonny Quest #1-31 (1986—1988)
- Primer #3 (1983)
- Silverback #1-3 (1989)

### Cost Of Paper Comics
- YEET Presents #24, 26-27, 29, 31-34, 36-39, 41-44, 50 (2019-)[13]

### Dark Horse Comics
- Doc Stearn...Mr. Monster vol. 2 #8 (1991)
- Indiana Jones and the Fate of Atlantis #1-4 (1991)

### DC Comics
- Action Comics #658 (1990)
- The Adventures of Superman #471 (1990)
- Aquaman Annual #3 (1997)
- Artemis: Requiem #1-6 (1996)
- Brave Old World #1-4 (2000)
- Cartoon Network Block Party #16 (2006)
- Christmas with the Super-Heroes #2 (1989)
- DC Retroactive: The Flash: The '80s #1 (2011)
- DC Retroactive: Wonder Woman: The '90s #1 (2011)
- Doctor Fate #25-37, 39-41 (1991—1992)
- Epicurus the Sage #1-2 (1989—1991)
- Fast Forward #3 (1993)
- The Flash #15-28, 30-61, Annual #2-3, Special #1 (1988—1992)
- The Flash 80-Page Giant #2 (1999)
- Flinch #6 (1999)
- Green Arrow vol. 3 #53 (2005)
- Hawkman #9-17, 19-27, #0, Annual #2 (1994—1995)
- Impact Winter Special #1 (1991)
- Impulse #29-40, 42-49, #1000000, Annual #2 (1997—1999)
- Jaguar #1-14, Annual #1 (1991—1992)
- Justice League America Annual #7 (1993)
- Justice League Europe #9-12 (1989—1990)
- Justice League Quarterly #5, 10-11 (1991—1993)
- Legends of the DC Universe #4-5 (Wonder Woman) (1998)
- Power of the Atom #12-13 (1989)
- The Powerpuff Girls #56 (2005)
- Secret Origins #34, 48, Annual #2 (1988—1990)
- Showcase '94 #7 (1994)
- Speed Force #1 (1997)
- Superman vol. 2 #48 (1990)
- Superman: The Legacy of Superman #1 (1993)
- Wasteland #1-2, 4-6, 8-10, 12, 17-18 (1987—1988)
- Who's Who in the DC Universe #3 (1990)
- Who’s Who: The Definitive Directory of the DC Universe #10 (1985)
- Wonder Woman vol. 2 #63-64, 66-87, 90-100, #0, Annual #3, Special #1 (1992—1995)
- Wonder Woman: Amazonia #1 (1998)
- Wonder Woman Book 1: The Last True Hero (2020)
- Wonder Woman Book 2: Ares Rising (2021)

### Disney
- Disney Adventures January 1992

### Dynamite Entertainment
- KISS: The End #3-5 (2019)

### Eclipse Comics
- Born to be Wild (1991)
- Doc Stearn...Mr. Monster #1-5 (1985—1986)

### Fantagraphics Books
- Amazing Heroes #138 («2nd Annual Swimsuit Issue»), #164 («Swimsuits '89») (1988—1989)
- Amazing Heroes Swimsuit Special #1 (1990)
- Anything Goes! #5 (1987)
- The Best Comics of the Decade #1 (1990)
- Dalgoda #7 (Wolverine MacAlistaire) (1986)
- Dinosaur Rex #2-3 (1987)
- Journey: The Adventures of Wolverine MacAlistaire #15-27 (1985—1986)
- Journey: Wardrums #1-2 (1987—1990)

### First Comics
- Grimjack #12-13 (1985)

### Image Comics
- Bliss Alley #1-2 (1997)
- Darker Image #1 (1993)
- Gen13/The Maxx one-shot (1995)
- MaxiMage #2-7 (1996)
- The Maxx #1-15, 17-20, 22-23 (1993—1996)

### Innovation Publishing
- Justice Machine Summer Spectacular #1 (1990)
- The Maze Agency Annual #1 (1990)

### Kitchen Sink Press
- Images of Omaha #1 (1992)

### Last Gasp
- Strip AIDS U.S.A. (1988)

### Literacy Volunteers of Chicago
- Word Warriors #1 (1987)

### Marvel Comics
- Cutting Edge #1 (1995)
- Epic Battles of the Civil War 1-2 (1998)
- Savage Hulk #1 (1996)
- The Official Handbook of the Marvel Universe Deluxe Edition #2, 9 (1985—1986)
- Thor #495-502 (1996)
- What If…? vol. 2 #82 (1996)

### Moonstone
- Moonstone Monsters: Witches #1 (2004)
- Moonstone Noir: Bulldog Drummond #1 (2004)

### Noble Comics
- Justice Machine #1-2, Annual #1 (1981—1983)

### SD Publishing (Robin Snyder)
- Tales of the Mysterious Traveler #34 (2021)

### Ted Valley
- Flint Comix & Entertainment #26-31 (2011)

### Thorby Comics
- Scandals #1 (1999)

### Wisconsin Writers Association Press
- Human Interest Stuff (2012)

### Zenescope Entertainment
- Mankind: The Story of All of Us #2 (2011)